# 361183 Tandon
361183 Tandon este o planetă minoră (asteroid) din centura de asteroizi. A fost descoperită pe 24 august 2006 la observatoire des Pises⁠(d) de observatoire des Pises⁠(d). 
Obiectul prezintă o orbită caracterizată de o semiaxă mare de 2,7210582639784 UAi, o excentricitate de 0,14, o înclinație de 9 ° în raport cu ecliptica.